# Andrea Celesti

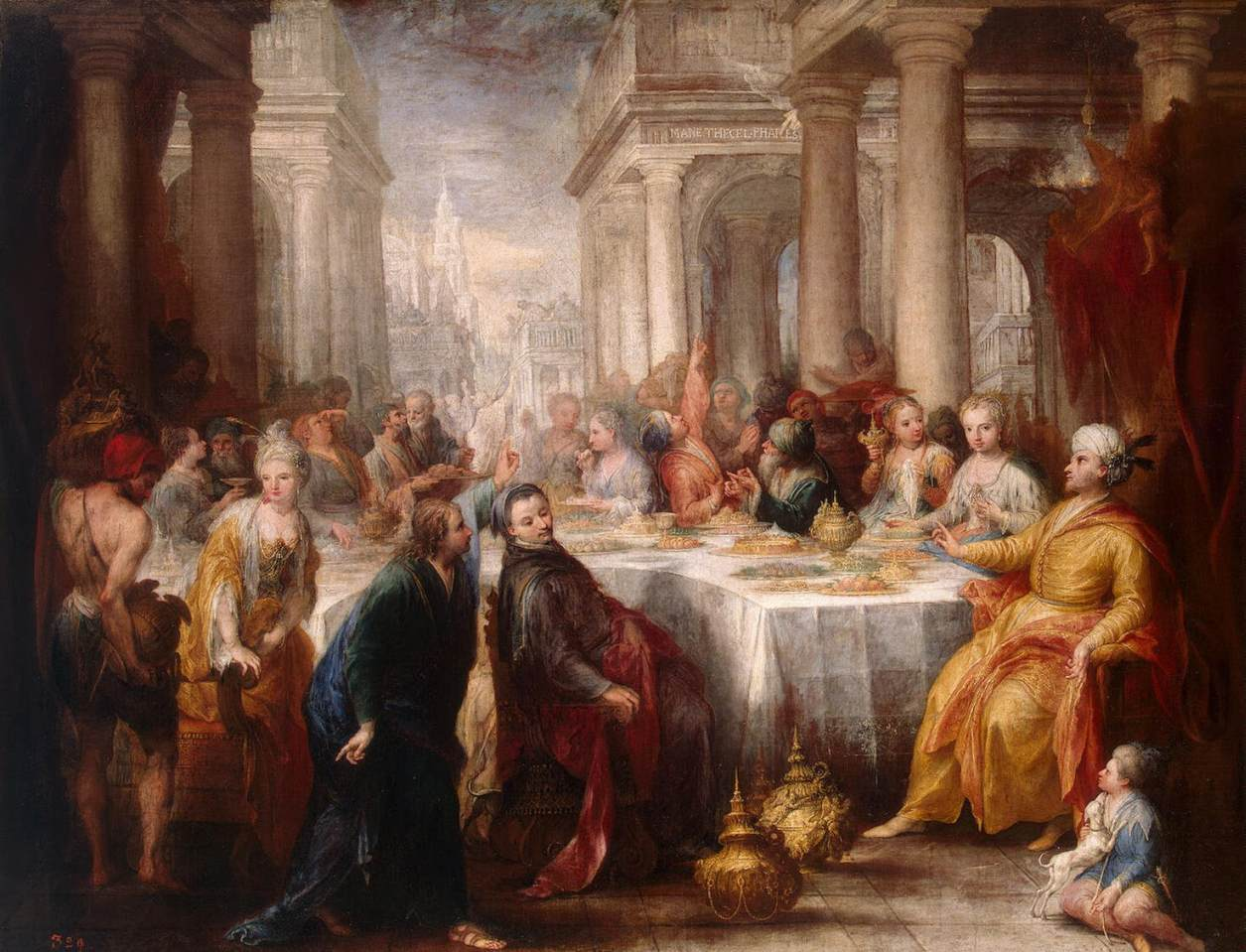
Fest des Belsazar, 1705, Eremitage, Sankt Petersburg

Andrea Celesti (* 1637 in Venedig; † 1712 in Toscolano) war ein italienischer Maler und Freskant des Barock.

## Leben
Sein Vater Stefano Celesti war auch Maler. Andrea war ein Schüler von Matteo Ponzone und Sebastiano Mazzoni in Venedig und wurde vom Stil des Luca Giordano beeinflusst. 1667 schuf er für die Cappella della Pace das Werk Lukas malt die Madonna und porträtierte den Dogen Niccolò Sagredo. 1681 erhielt er vom Dogen den Titel eines Cavalieri und signierte als solcher erstmals 1681 zwei Gemälde: Zerstörung des goldenen Kalbes und Moses bestraft die Israeliten für die Sala della Quaranita Civil Vecchi im Dogenpalast. Der Legende nach musste er aus Venedig fliehen, als er den Dogen mit Eselsohren darstellte. Er floh nach Maderno und malte eine Himmelfahrt Mariens für die dortige Pfarrkirche. 1685 ging er nach Rovigo und dann nach Brescia, wo er eine Werkstatt eröffnete. Ab 1688 malte er eine Reihe von Bildern für die Peter-und-Paul-Kirche in Toscolano im Auftrag der Familie Delaj. Er kehrte noch mehrmals für weitere Aufträge nach Toscolano zurück. Er erhielt einige private, öffentliche und kirchliche Aufträge im Osten der Lombardei.
1695 erhielt er den Auftrag für die Ausstattung des Domes in Desenzano del Garda. Zeitgleich war er für das Stift Sankt Florian bzw. die dortige Stiftskirche und die Pfarrkirche von Toscolano tätig. Zwischen 1697 und 1699 sandte Celesti zwei Altarblätter und fünf Gemälde in die Stiftskirche von Sankt Florian bei Linz. Die beiden Altarbilder sind angeblich erhalten und wurden bei einer Restaurierung 1862 „verdorben“. Eines vermutet man im Altarblatt des Maria-Magdalenen Altares, das zweite war das Hochaltarbild und zeigte das Paradies und wurde später durch eine Darstellung von Maria Himmelfahrt von Giuseppe Ghezzi aus Lamone ersetzt. Man vermutet, dass Celesti nicht erhaltene Altarbilder für andere Kirchen im heutigen Oberösterreich schuf. So stammte das einstige Hochaltarbild der Linzer Jesuitenkirche mit dem Hl. Ignatius und Allegorien der vier Erdteile aus der Werkstatt Celestis. Das großformatige Altarblatt, das vermutlich zwischen 1697 und 1699 entstand, wurde durch ein Gemälde von Antonio Belucci aus der von Kaiser Josef II. aufgehobenen Schwarzspanierkirche in Wien ersetzt, nachdem die Linzer Jesuitenkirche auf Befehl Kaiser Josefs II. 1785 zum bischöflichen Vom wurde. Möglicherweise ist das obere Bild mit einer Darstellung der Dreifaltigkeit von 1682 aus Celestis Werkstatt. Laut einer Quelle von 1747 lieferte Celesti auch Gemälde für die Magdalenenkapelle der Kirche. Ein weiteres erhaltenes Bildnis von Maria Himmelfahrt von 1700 befindet sich als Altarblatt am barocken Hochaltar der Klosterkirche Mauerbach.
1700 war er zurück in Venedig, wo er eine Werkstatt eröffnete. 1708 trat er der Malergilde in Venedig bei und schuf als Mitglied einige nicht erhaltene Werke wie eine alttestamentliche Opferszene für die Kirche des Incurabibi-Hospital, eine Muttergottes für S. Andrea della Certosa, eine Muttergottes mit Hl. Franziskus für S. Maria del Pianto sowie Szenen aus dem Leben des Thomas von Aquin für das Kloster SS. Giovanni e Paolo. 1707 erhielt er den letzten größeren Auftrag für die Freskendekoration mit biblischen und mythologischen Szenen in der Villa Rinaldi Barbini in Casella D’Asolo. Andrea Celesti starb um 1712 in Toscolano.
Sein Sohn Stefano Celesti war auch Maler. Zu seinen Schülern zählt Angelo Trevisani. Er beeinflusste Alberto Calvetti, Gregorio Lazzarini und Antoine Pesne. Zudem gilt er als einer der Wegbereiter der oberitalienischen und österreichischen Rokokomalerei.

## Werke

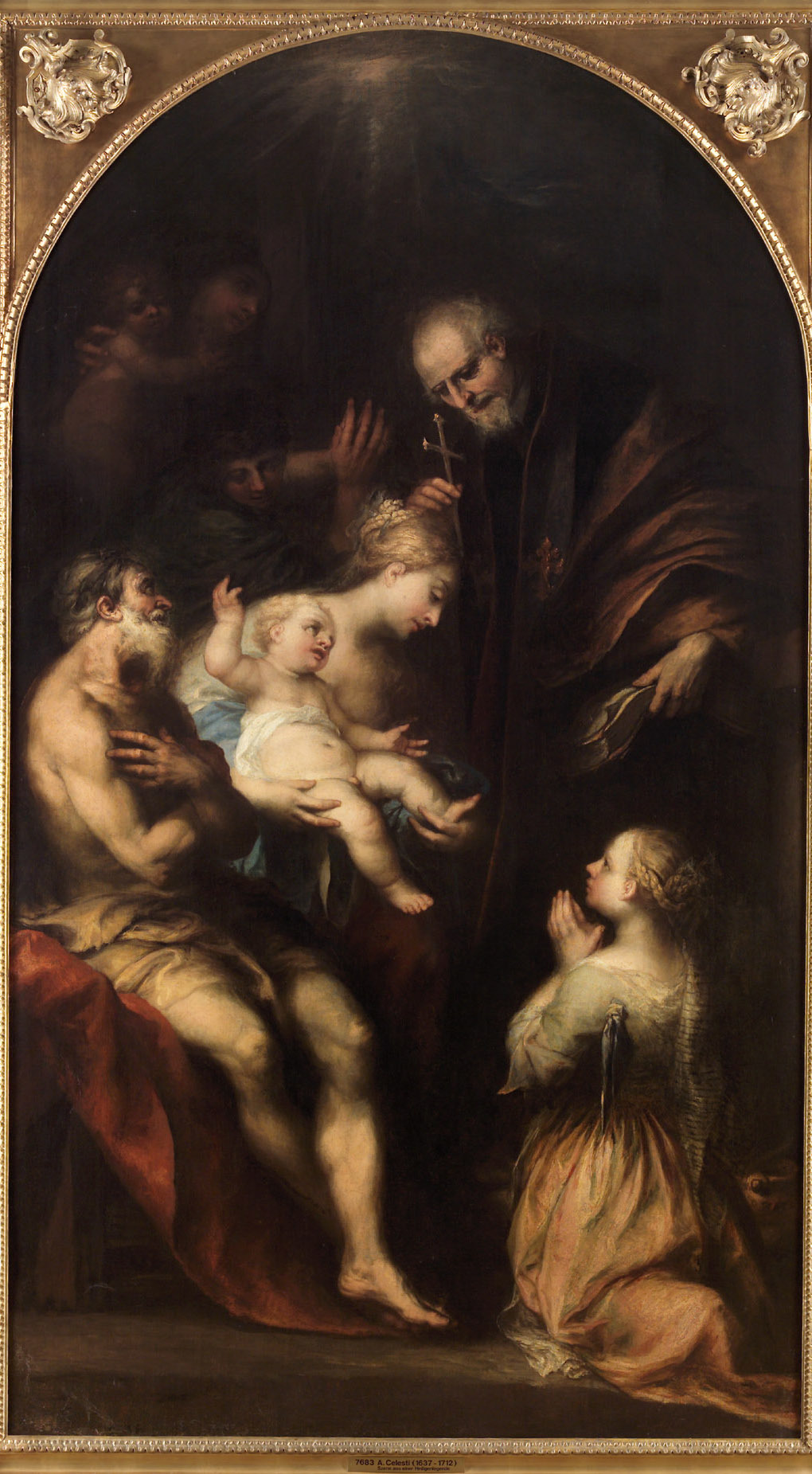
Madonna mit Heiligen, um 1700, Kunsthistorisches Museum

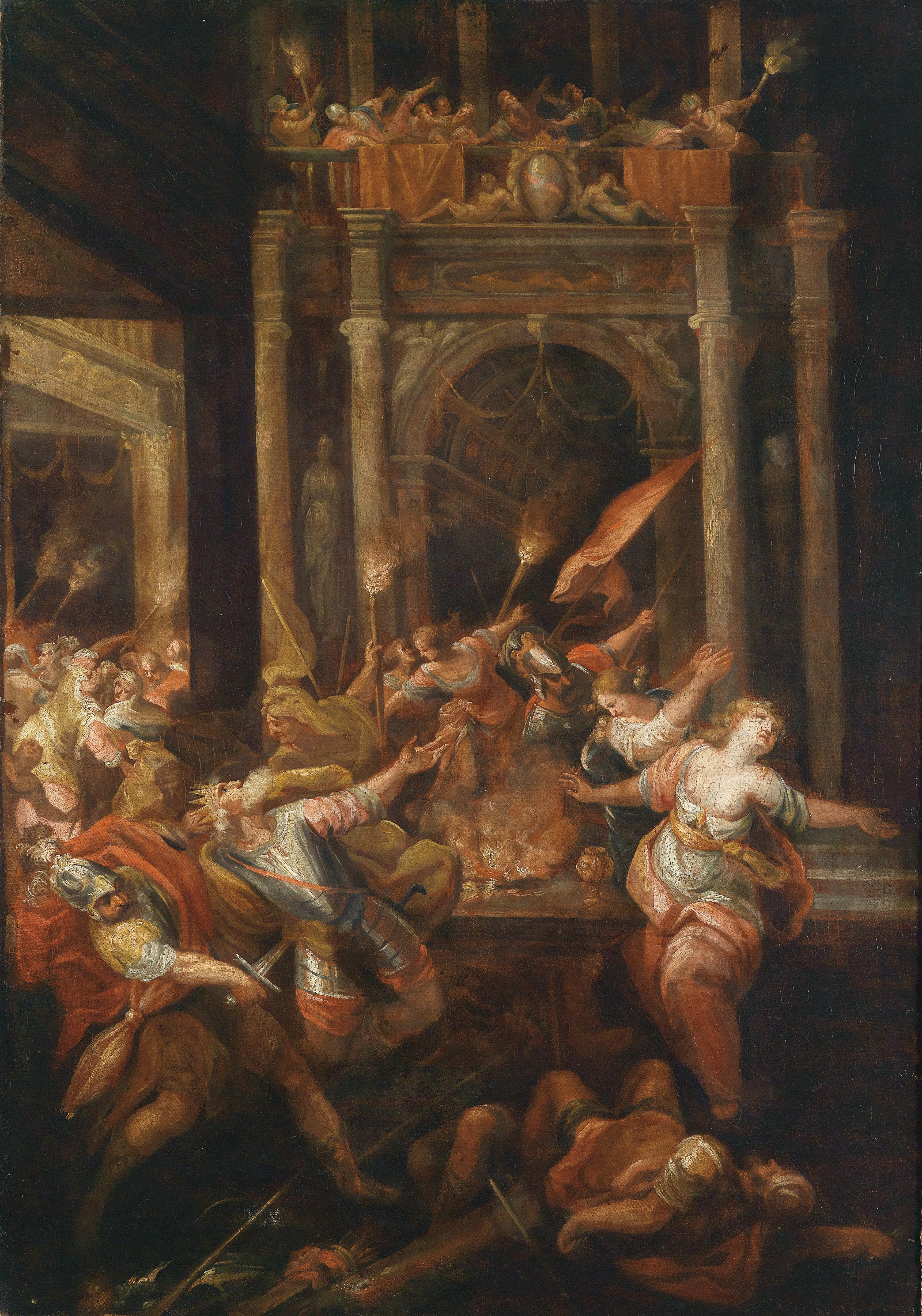
Tod des Königs Priamos, Privatsammlung

- Lukas malt die Madonna für die Cappella della Pace, 1667
- Porträt des Dogen Niccolò Sagredo, 1667
- Zerstörung des goldenen Kalbes für die Sala della Quaranita Civil Vecchi im Dogenpalast, 1681
- Moses bestraft die Israeliten für die Sala della Quaranita Civil Vecchi im Dogenpalast, 1681
- Himmelfahrt Mariens für die Pfarrkirche Maderno
- Mehrere Gemälde für die Kirche der Hl. Peter und Paul in Toscolano im Auftrag der Familie Delaj
- Ausstattung des Domes von Desenzano del Garda, ab 1695
- 2 Altarblätter und 5 Gemälde in die Stiftskirche von Sankt Florian bei Linz
- Altarblatt mit der Darstellung des Paradieses für den Hochaltar Stiftskirche Sankt Florian, vermutlich 1697–1699, angeblich erhalten
- Altarblatt des Maria-Magdalenen Altares in der Stiftskirche Sankt Florian
- Altarblatt für den Hochaltar der Linzer Jesuitenkirche, vermutlich 1697–1699, nicht erhalten
- Kleineres Gemälde für den Hochaltar der Linzer Jesuitenkirche mit der Darstellung der Dreifaltigkeit, 1682
- Gemälde für die Magdalenenkapelle der Linzer Jesuitenkirche ?
- Altarblatt am Hochaltar der Klosterkirche Mauerbach mit der Himmelfahrt Mariens, um 1700
- Madonna mit Heiligen, Kunsthistorisches Museum, Wien, um 1700
- Zeichnung des Gastmahls der Kleopatra, Albertina, Wien (Sc. Ven. V 331)
- Die Jungfrau und das Kind mit dem Heiligen Peter dem Märtyrer, dem Heiligen Augustinus und der Heiligen Katharina von Siena, Palais des Beaux-Arts de Lille
- Fest des Belsazar, 1705, Eremitage, Sankt Petersburg
- Moseskind, Slowenische Nationalgalerie
- Darstellung Jesu im Tempel, San Zaccaria, Venedig
- Maria mit Kind und Heiligem Johannes als Kind erscheint dem Heiligen Hieronymus und Heiligen Antonius, Santa Maria dei Derellitti Venedig
- Madonna mit Kind und Heiligen, Diözesanmuseum Brescia
- Bacchanal
- Herkules und Omphale
- Madonna dell'uva (Madonna der Trauben)
- Tod des Königs Priamos, Privatsammlung?
- Junges Mädchen mit Mutter und Knaben, Privatsammlung?
- Zwei Fantasieporträts eines Militärkommandanten, Slowenische Nationalgalerie
- Königin Isebel wird von Jehu bestraft, Privatsammlung
- König David spielt Harfe, Privatsammlung
- Die selige Jungfrau und die Heiligen Hieronymus und Antonius von Padua, Santa Maria dei Derelitti, Venedig
- Allegorie der Macht Venedigs, Metropolitan Museum of Art
- Maria mit dem Kind in den Wolken mit den Heiligen Justina, Theresa und Franziskus, Hampel-Auctions
- Freskendekoration in der Villa Rinaldi Barbini in Casella D’Asolo, ab 1707

Im Herzog-Anton-Ulrich Museum in Braunschweig:
- Lot und seine Töchter, Öl auf Leinwand, H36 × B44 cm,

In der Gemäldegalerie Alte Meister in Dresden:
- Die Israeliten tragen ihren Schmuck für den Guss des Goldenen Kalbes zusammen, um 1681, Öl auf Leinwand, H149 × B201 cm
- Bacchus und Ceres, Öl auf Leinwand, H174 × B193 cm
- Der bethlehemitische Kindermord, Öl auf Leinwand, H273 × B436 cm (seit 1945 verschollen)

In der Bildergalerie Sanssouci in Potsdam:
- Die Verstoßung der Hagar, Öl auf Leinwand, H116 × B158,5 cm
- Gideon und der Engel, Öl auf Leinwand, H99 × B157 cm
- Christus im Haus des Aussätzigen, Öl auf Leinwand, H202 × B302,5 cm (seit 1945 verschollen)
- Loths Auszug aus Sodom, Öl auf Leinwand, H118 × B159 cm (seit 1945 verschollen; Kopie in der Bayerischen Staatsgemäldesammlung)

Im Neuen Palais in Potsdam:
- Der gefangene Sultan Bajazeth vor Tamerlan, Öl auf Leinwand, B800 × H369 cm
- Der Genius der Kunst weckt einen Jüngling, Öl auf Leinwand, B103 × H85 cm (seit 1945 verschollen)

## Galerie

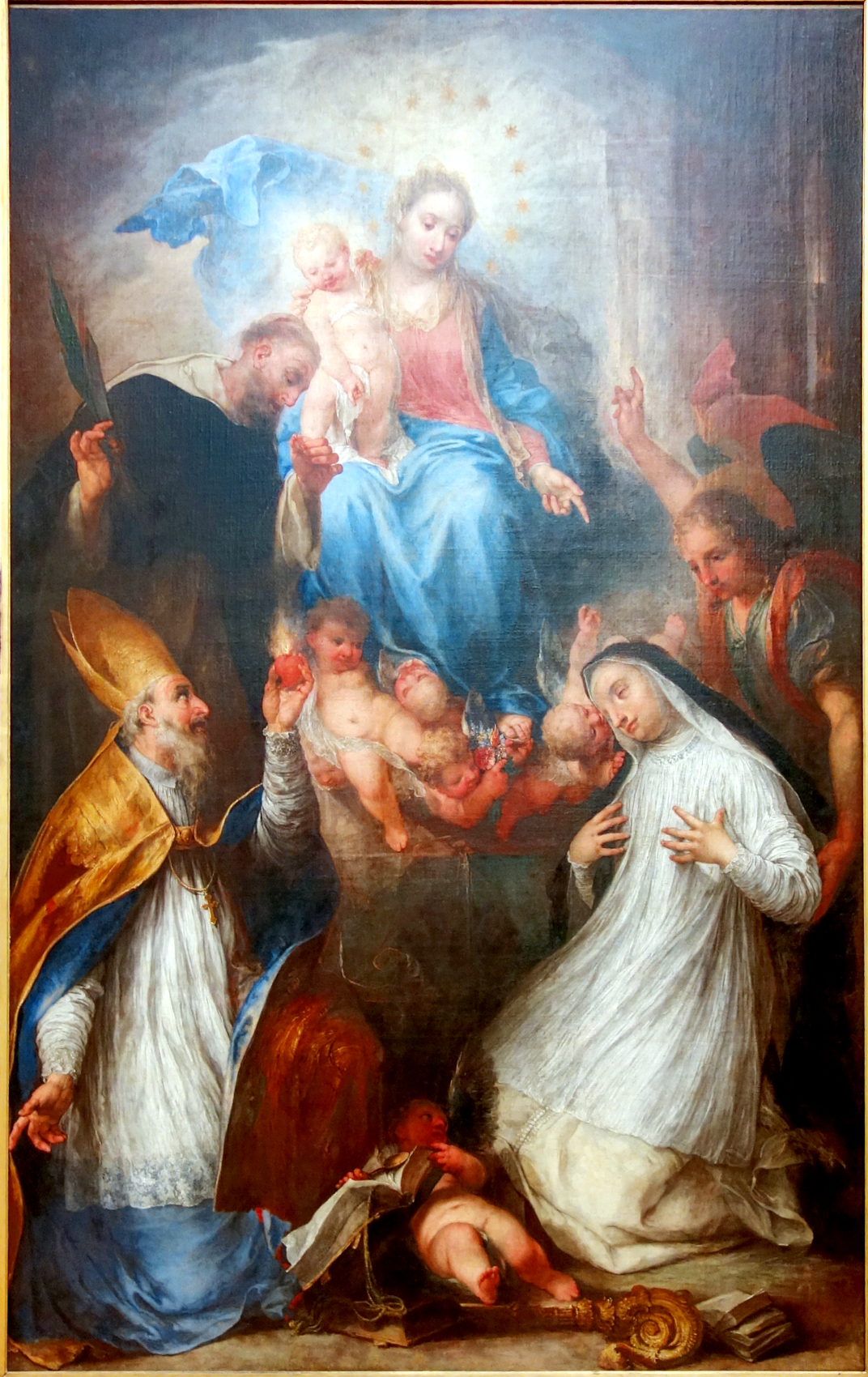
Die Jungfrau und das Kind mit den hll. Peter dem Märtyrer, Augustinus und Katharina, Palais des Beaux-Arts de Lille
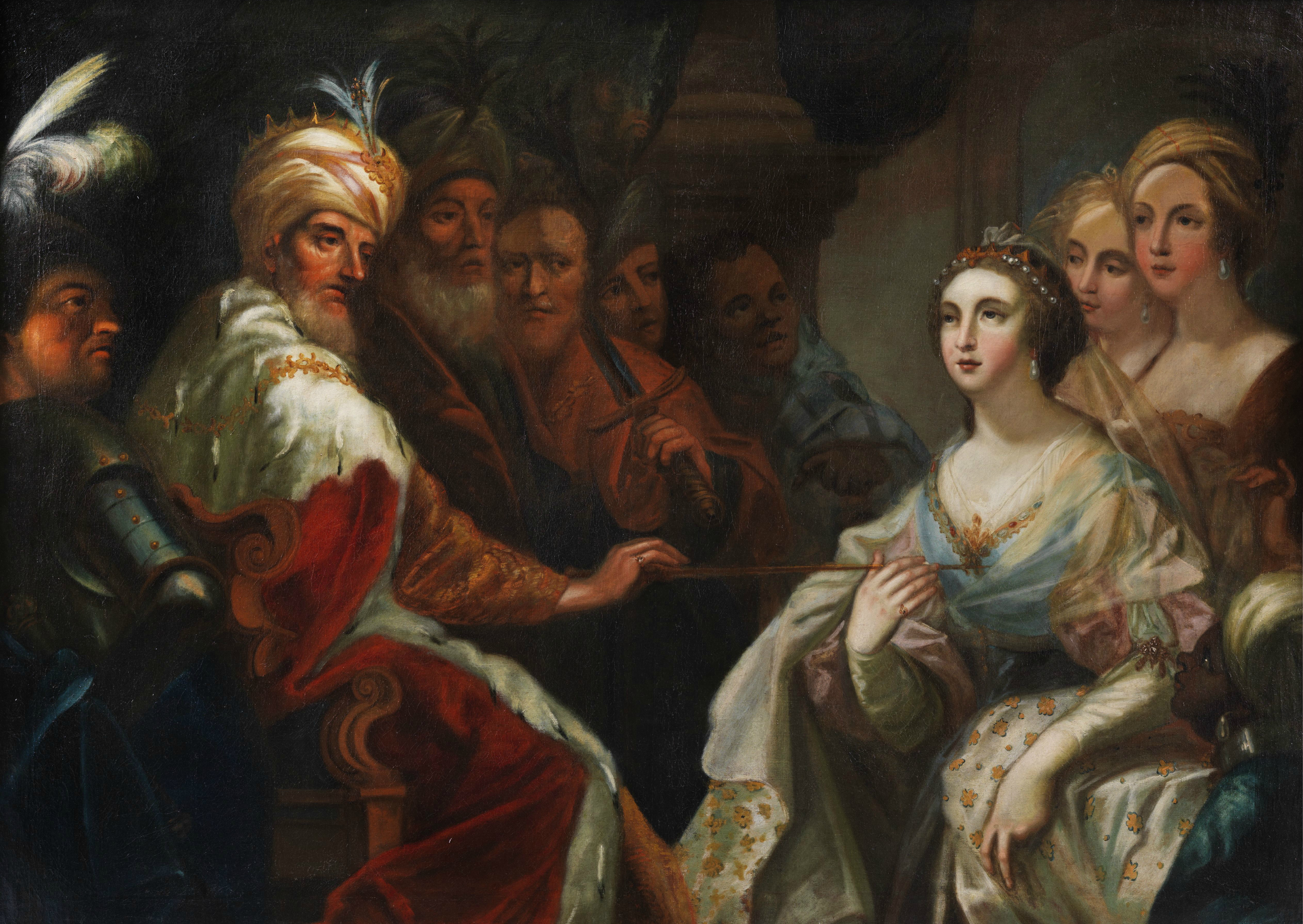
Esther vor Ahasverus
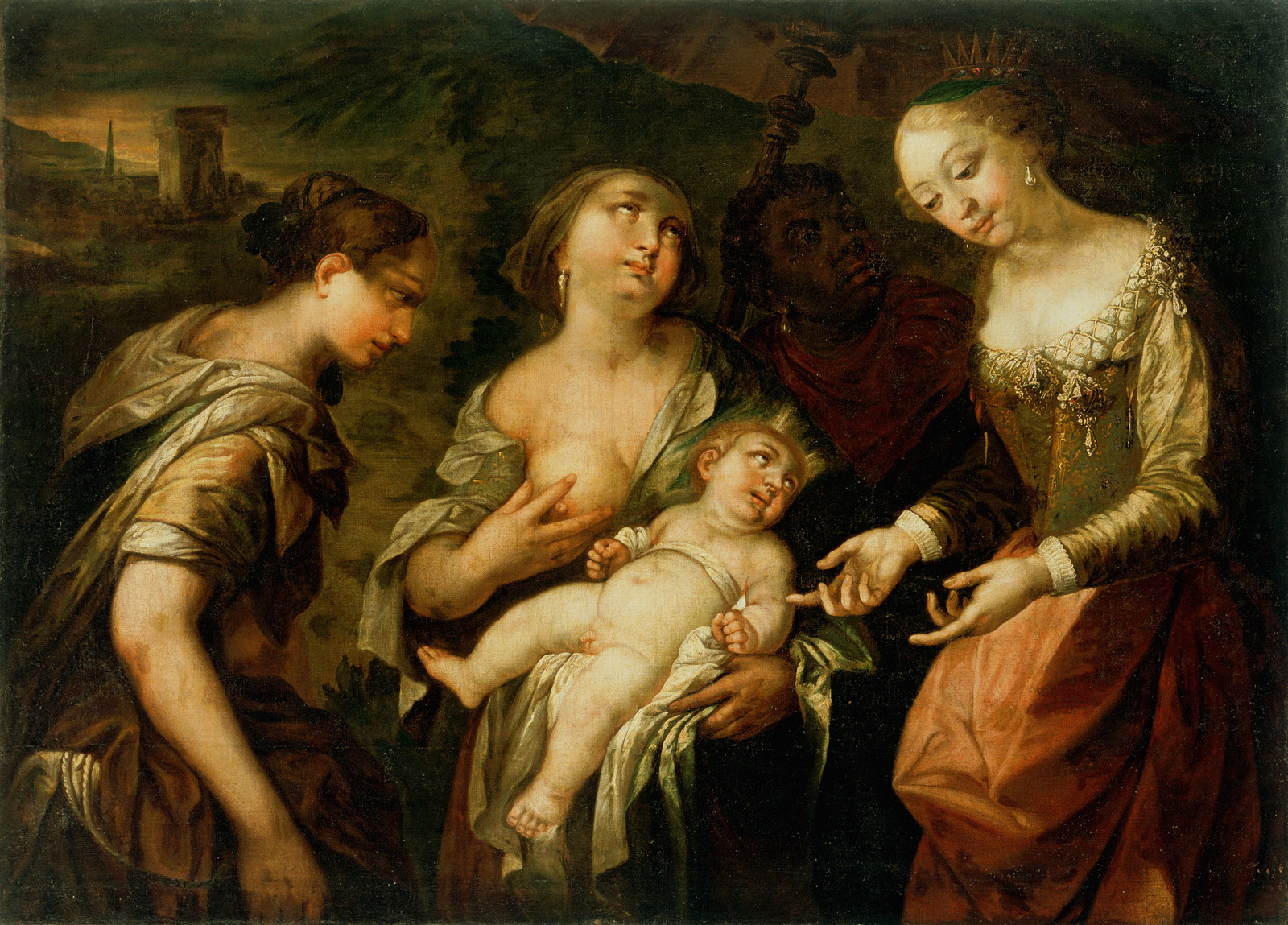
Moseskind, Slowenische Nationalgalerie
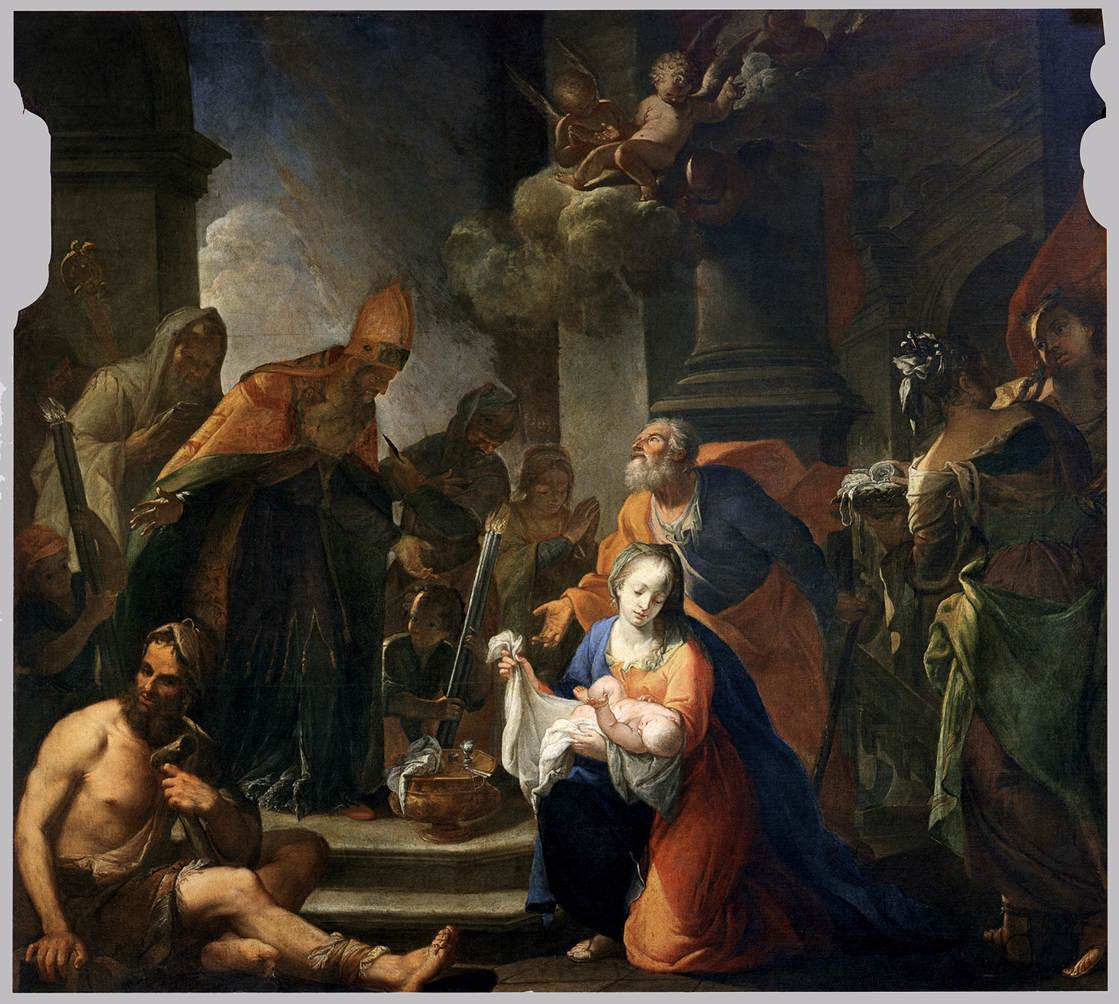
Darstellung Jesu im Tempel, San Zaccaria, Venedig
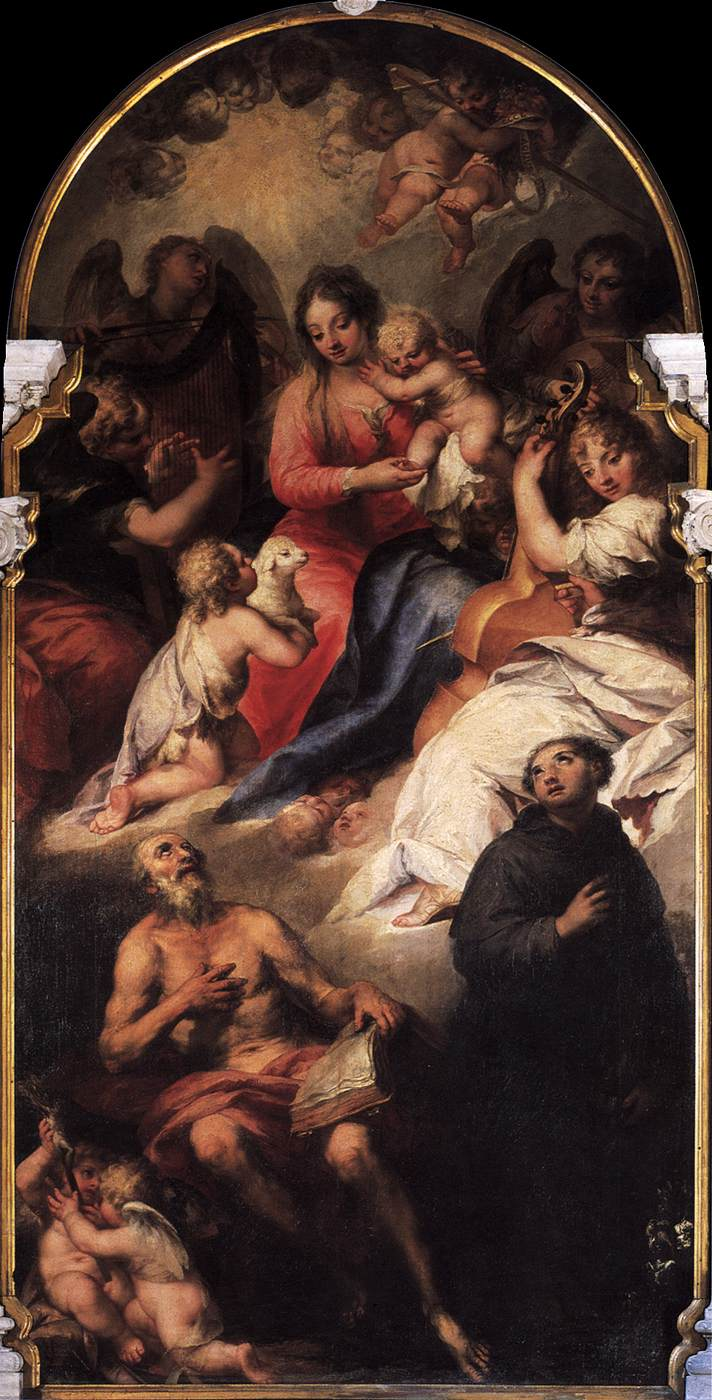
Maria mit Kind und Heiligem Johannes als Kind erscheint dem Heiligen Hieronymus und Heiligen Antonius, Venedig, Santa Maria dei Derellitti
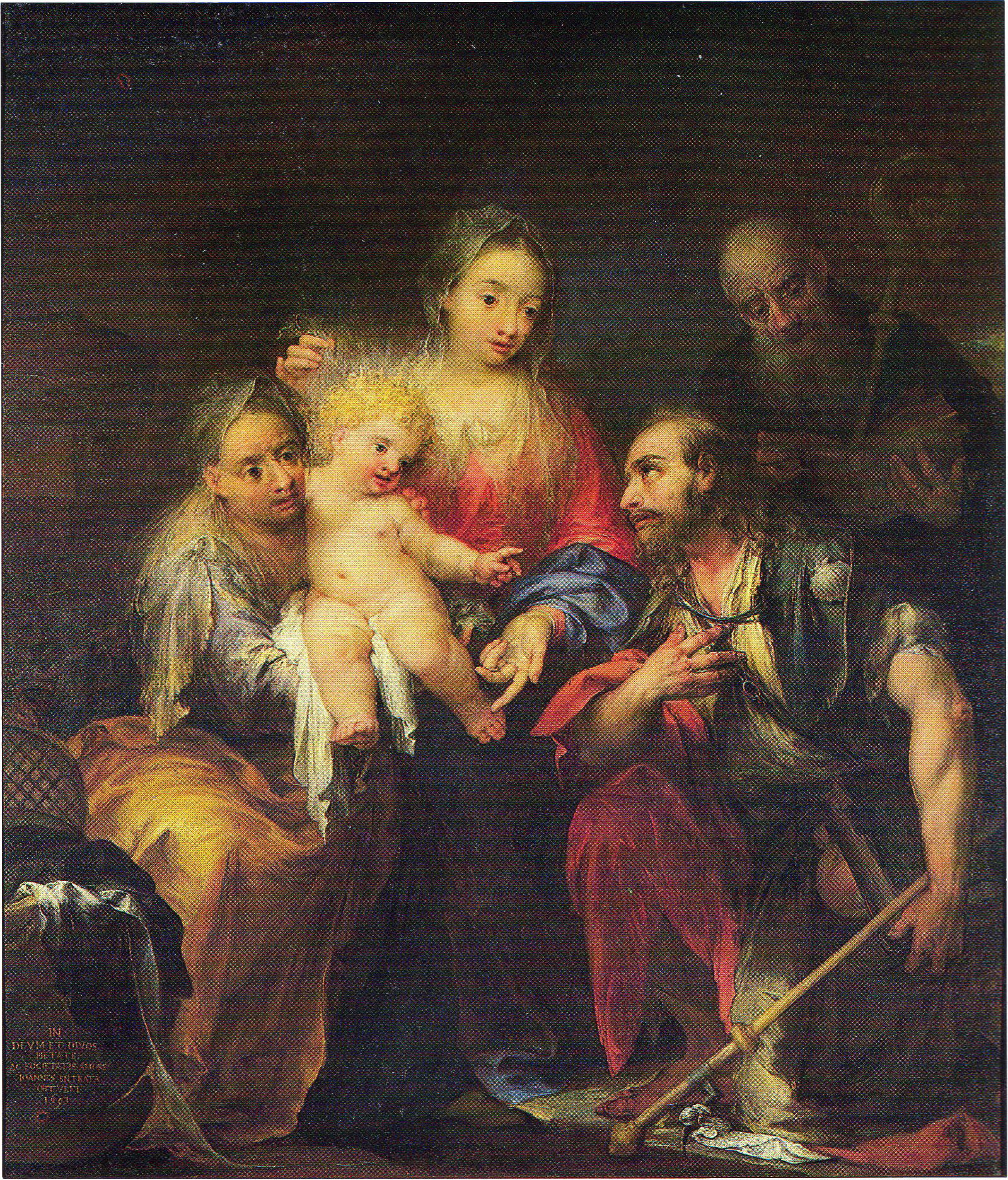
Madonna mit Kind und Heiligen, Diözesanmuseum Brescia
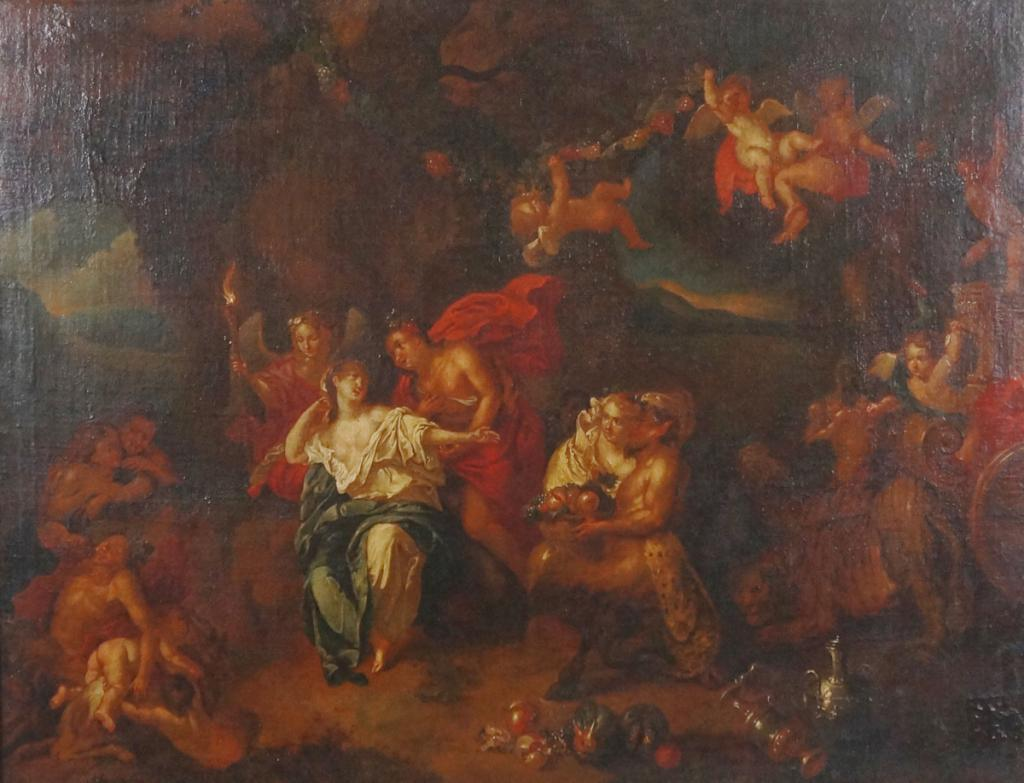
Bacchanal, Sammlung des Jockey Clubs von São Paulo
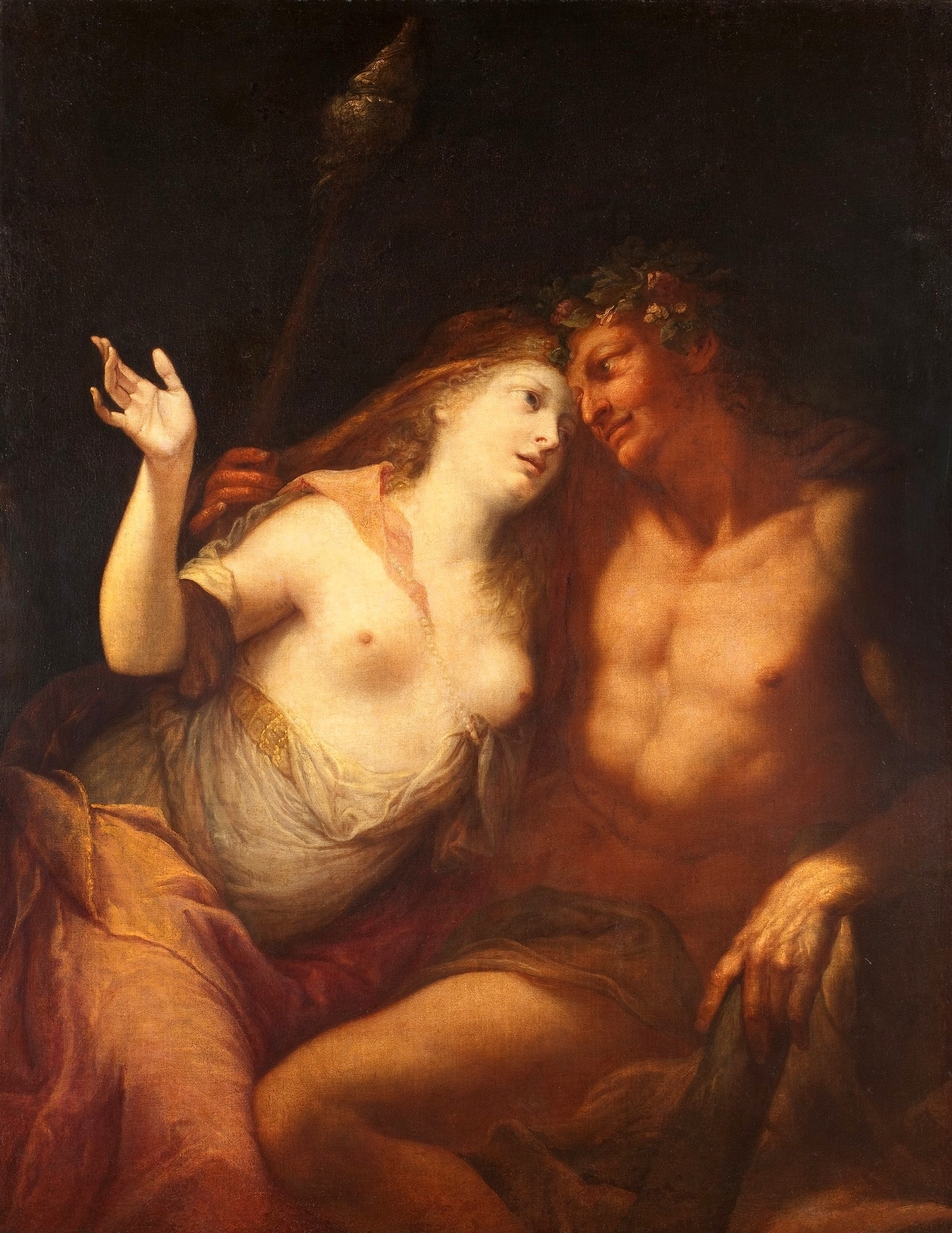
Herkules und Omphale
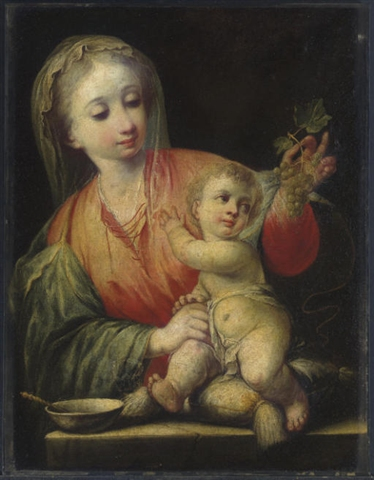
Madonna dell'uva
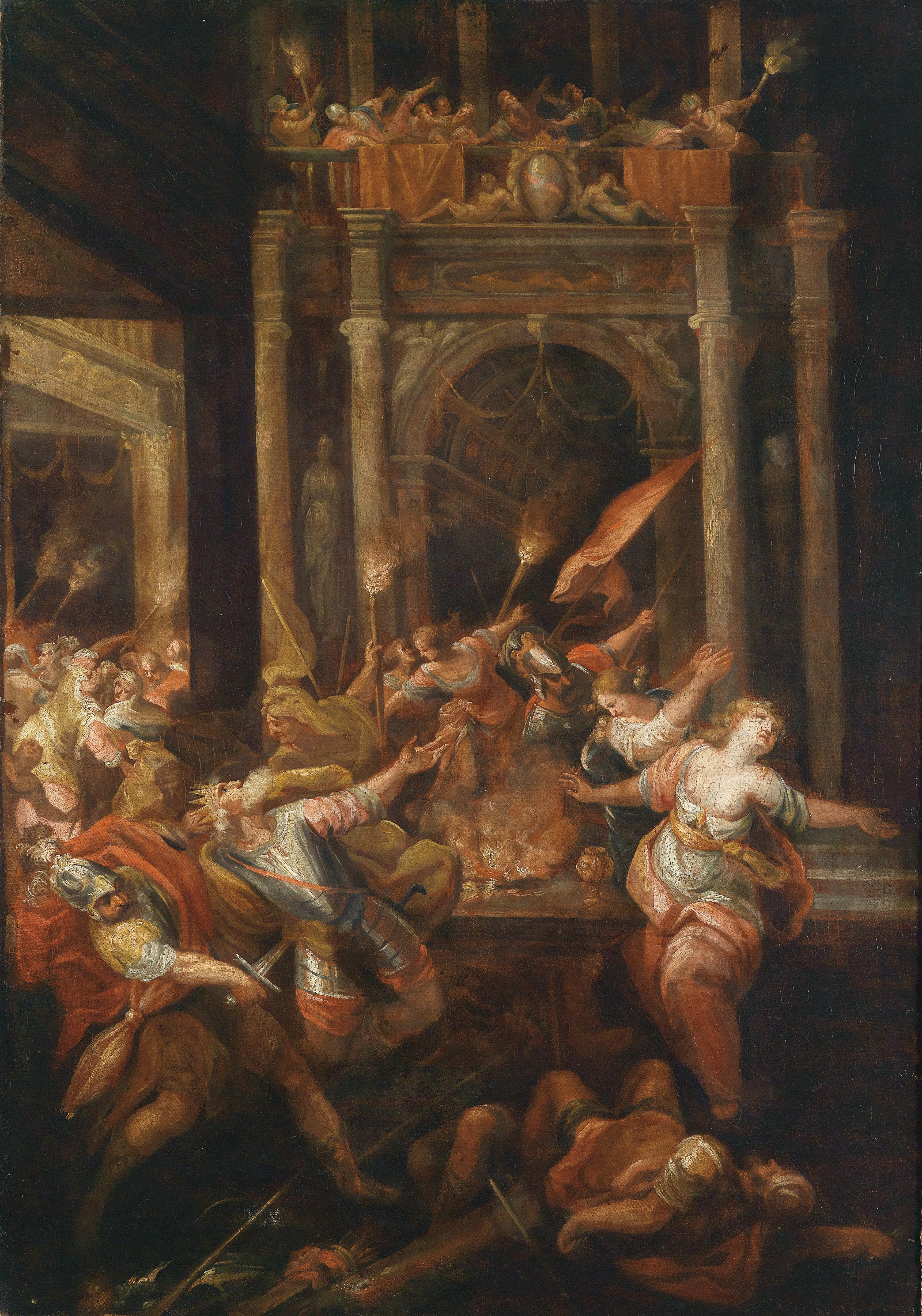
Tod des Königs Priamos, Privatsammlung?
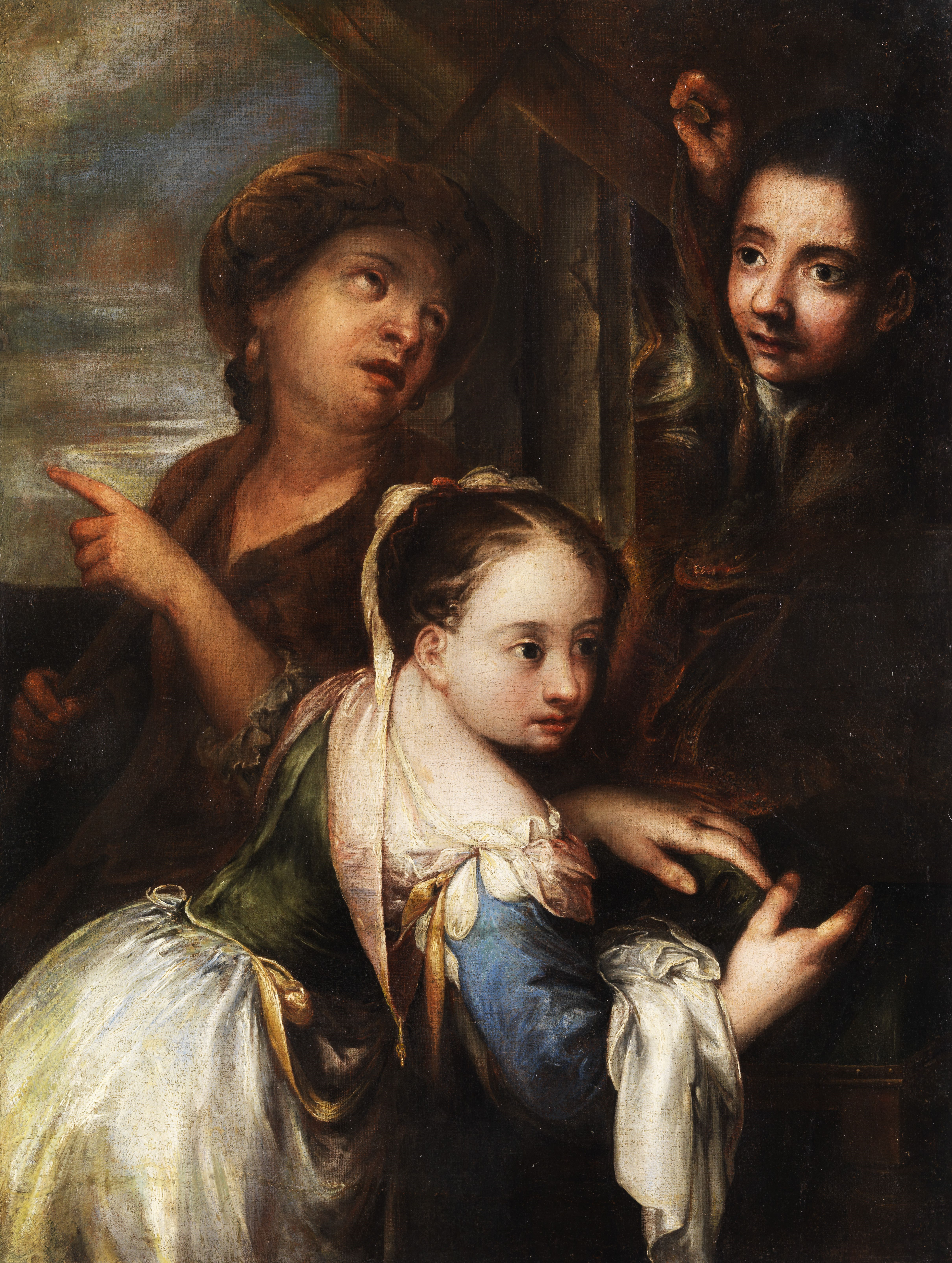
Junges Mädchen mit Mutter und Knaben, Privatsammlung?
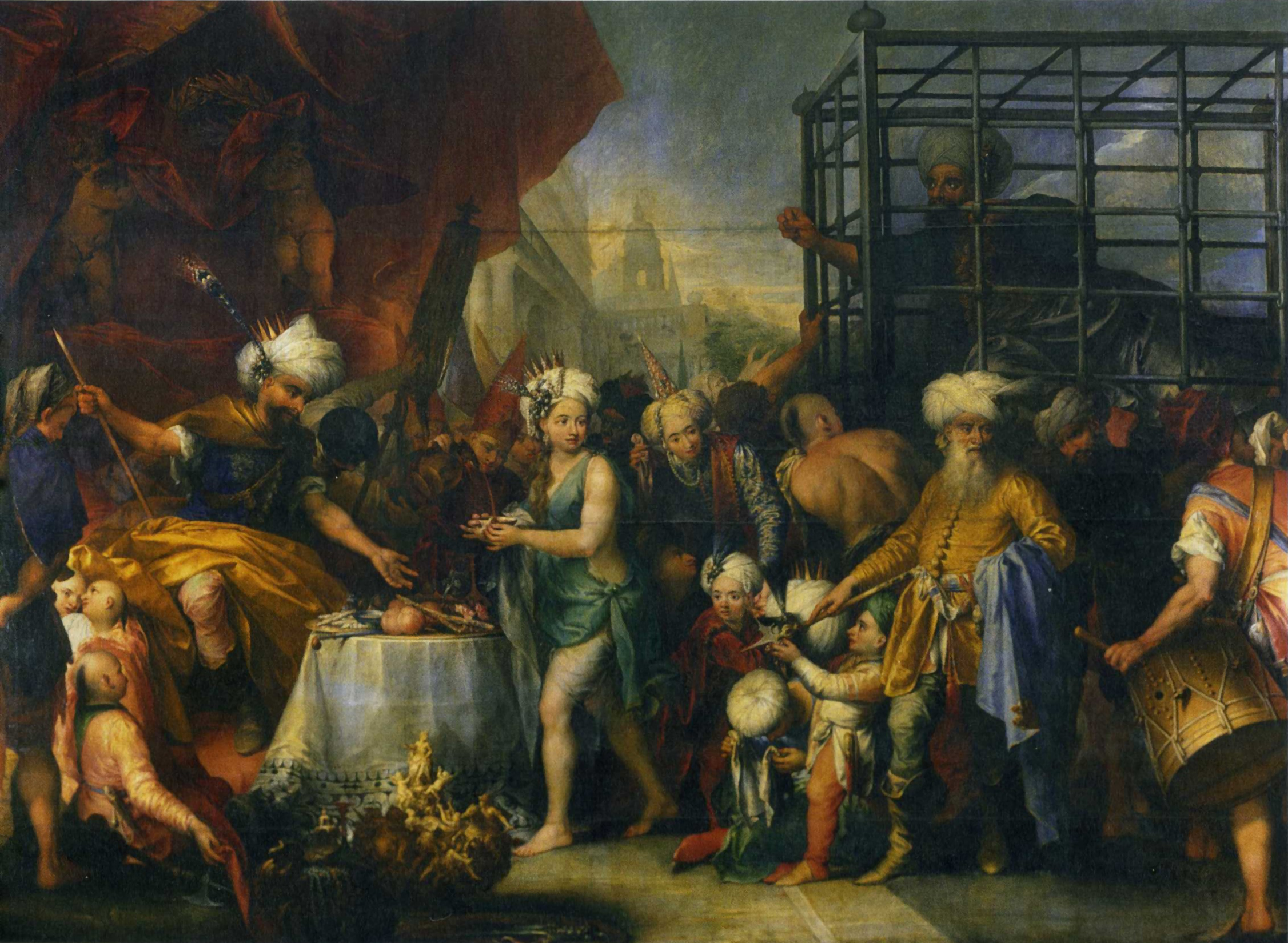
Der gefangene Sultan Bajazeth vor Tamerlan, Neues Palais, Stiftung Preußische Schlösser und Gärten
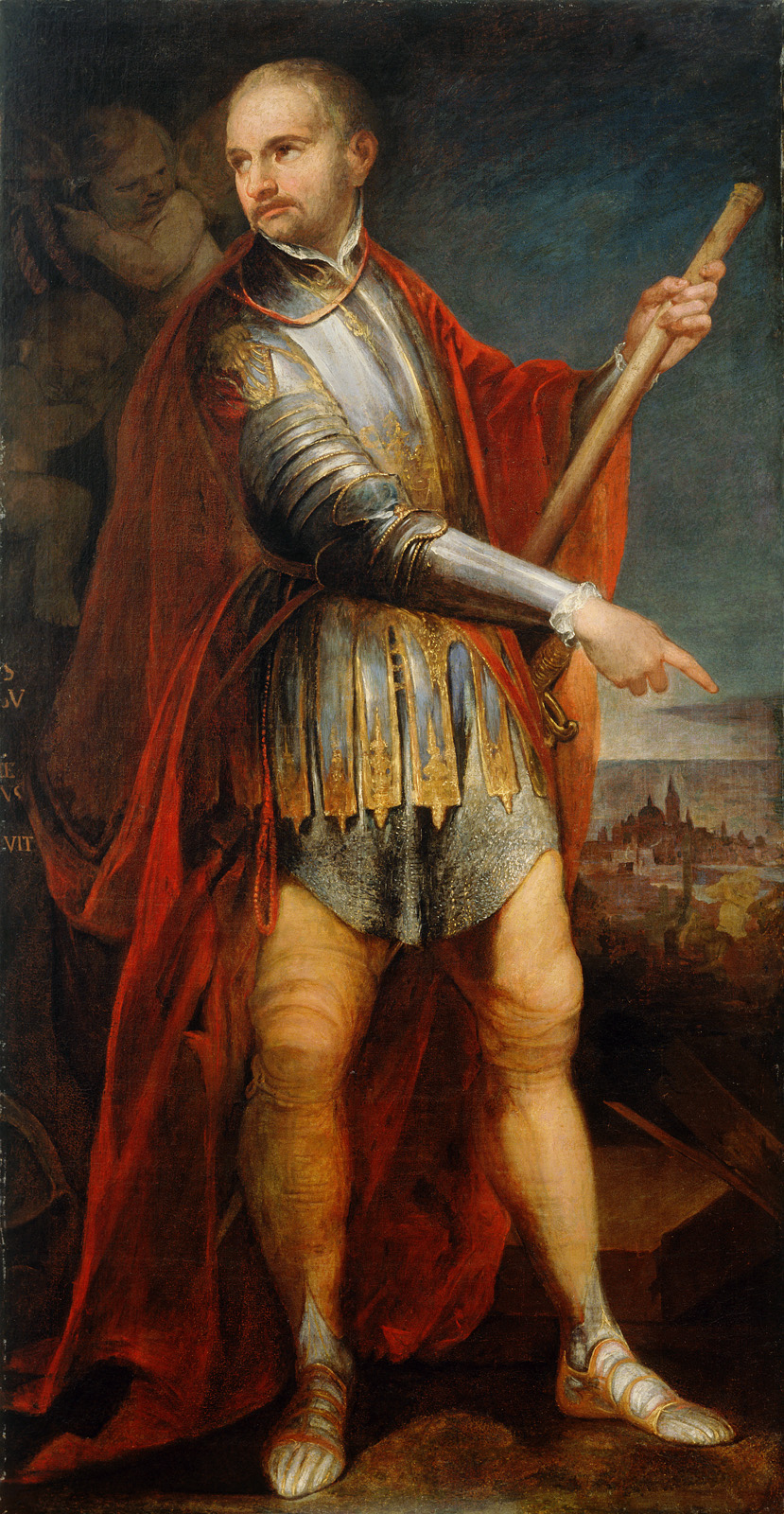
Fantasie-Porträt eines Militärkommandanten, Slowenische Nationalgalerie
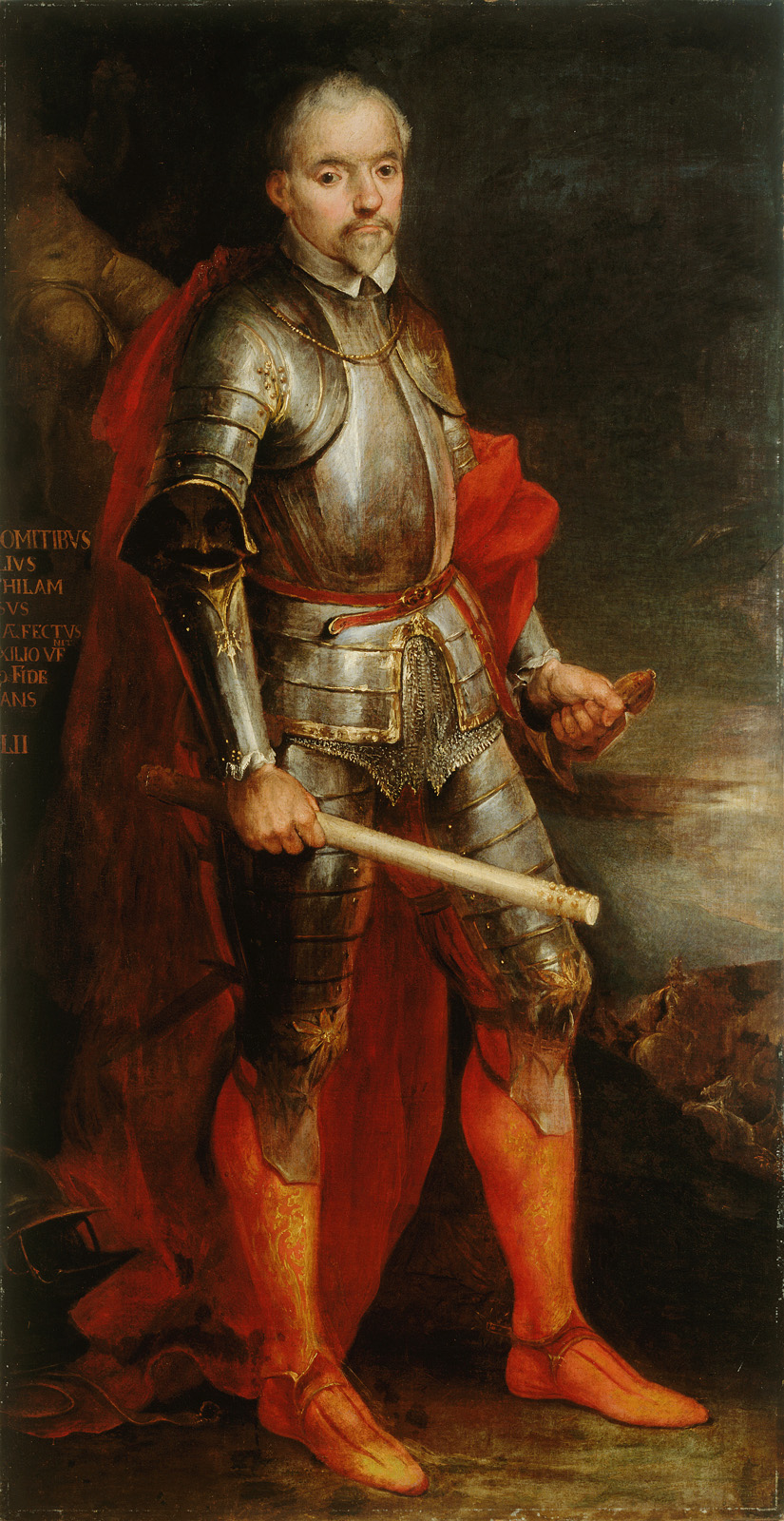
Fantasie-Porträt eines Militärkommandanten, Slowenische Nationalgalerie
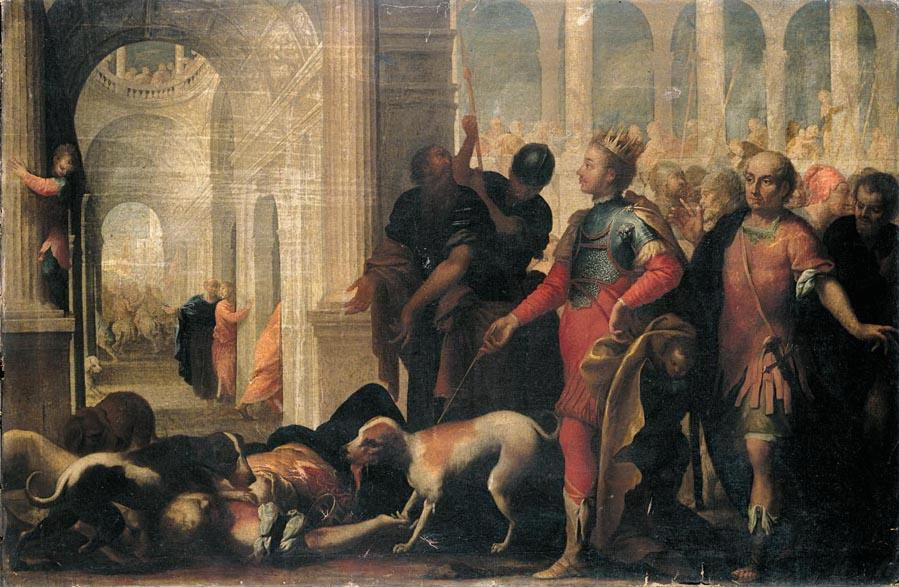
Königin Isebel wird von Jehu bestraft, Privatsammlung
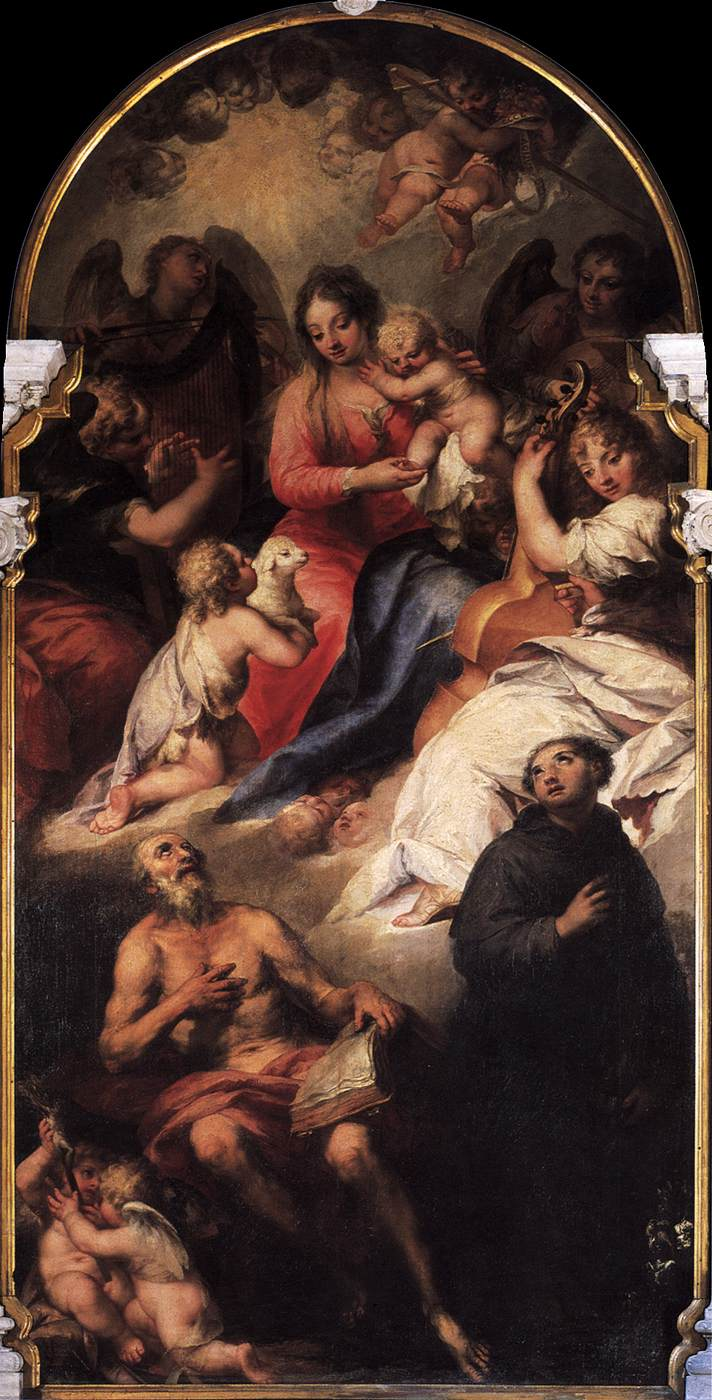
Die selige Jungfrau und die Heiligen Hieronymus und Antonius von Padua, Santa Maria dei Derelitti, Venedig
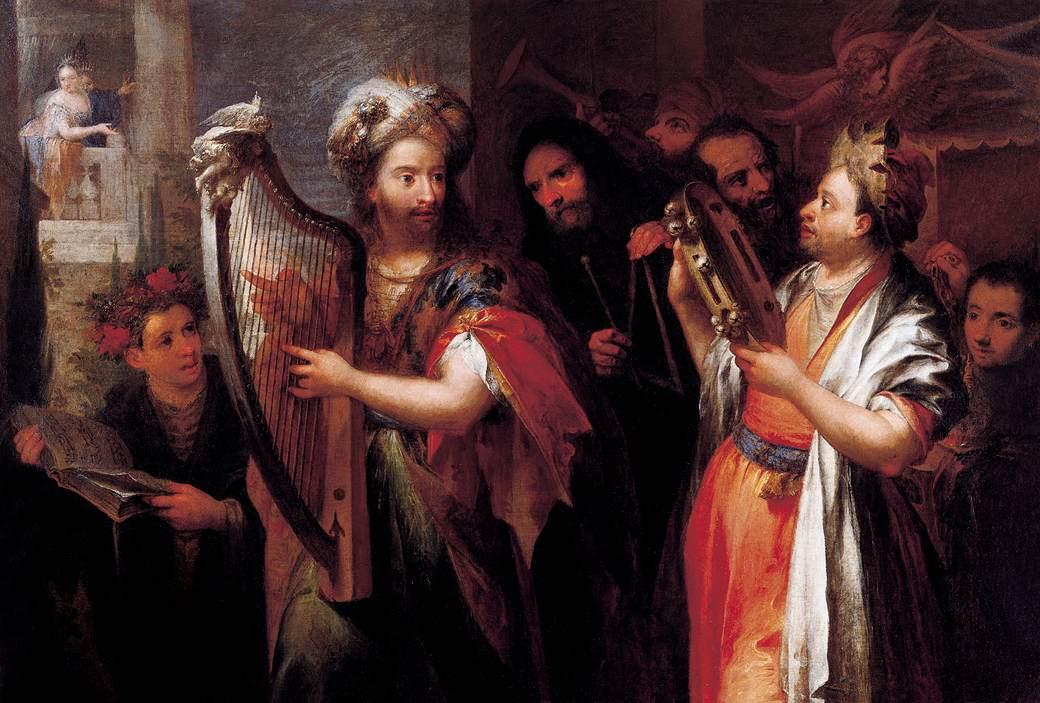
König David spielt Harfe, Privatsammlung
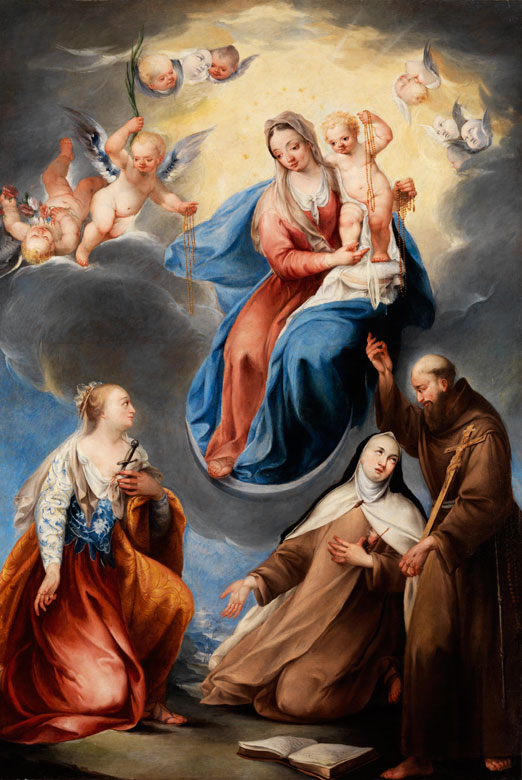
Maria mit dem Kind in den Wolken mit den Heiligen Justina, Theresa und Franziskus, Hampel-Auctions
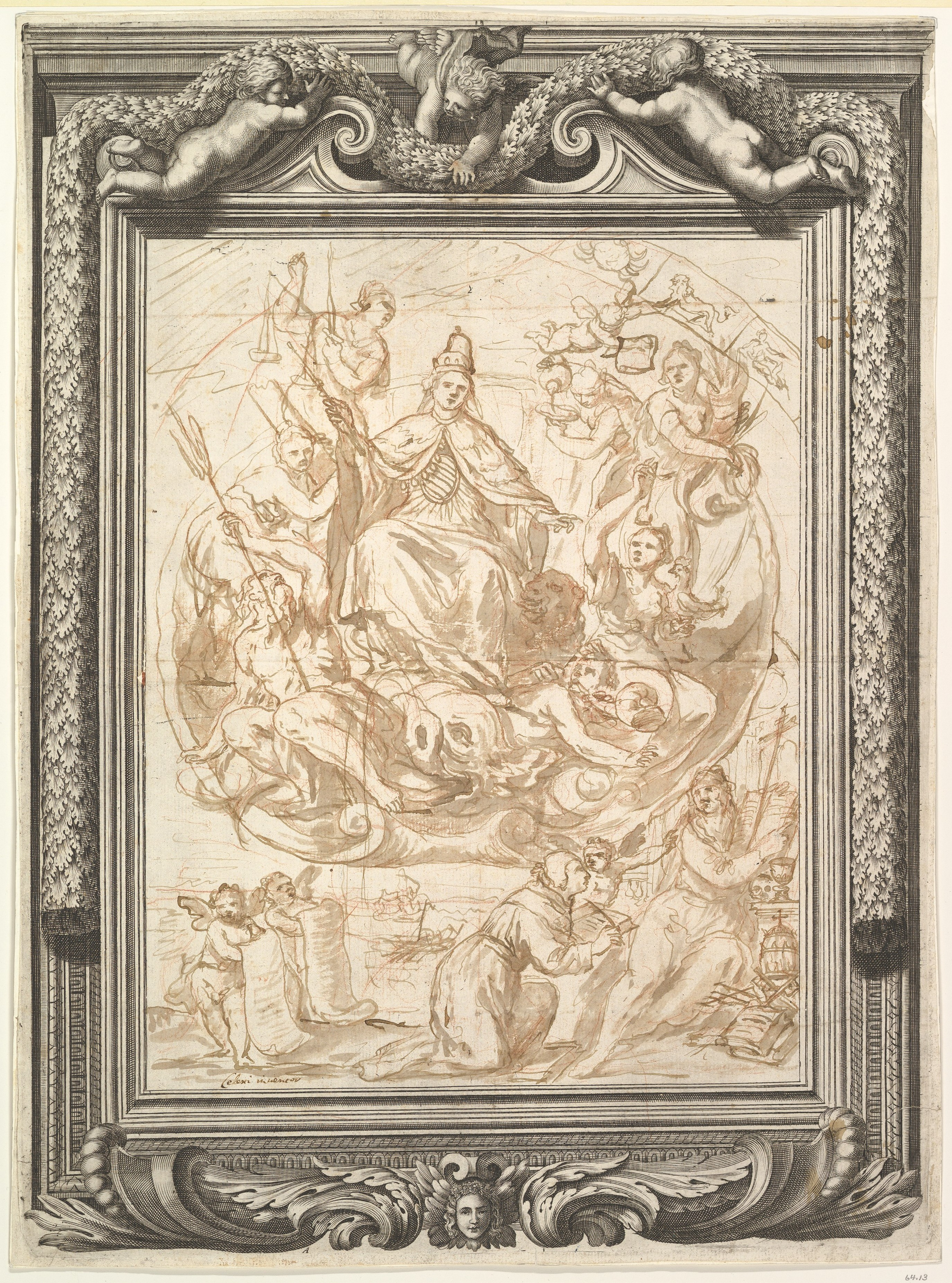
Allegorie der Macht Venedigs, Metropolitan Museum of Art
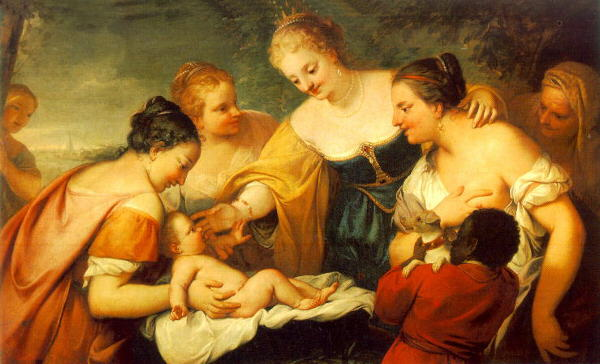
Die Auffindung des Mosesknaben